# 우분투 기린
우분투 기린(Ubuntu Kylin, 중국어: 优麒麟, 여우치린)은 우분투 컴퓨터 운영 체제의 공식 중국어 버전이다. 데스크톱과 노트북 컴퓨터용으로 고안되었으며 중국 기린 OS을 느슨하게 이어가는 판으로 기술되고 있다. 2013년, 캐노니컬은 중국인민해방군국방과기대학과 중국 시장을 대상으로 하는 기능들을 갖춘 우분투 기반 운영 체제를 공동으로 개발하고 출시하기로 합의했다.

## 같이 보기
- 리눅스 채택
- 훙치 리눅스
- 유니티 운영체제
- 노바 (운영 체제)
- 붉은별 (운영 체제)